# Хайнрих V Ройс (Ройс-Унтерграйц-Ротентал)
Хайнрих V Ройс-Унтерграйц-Ротентал (на немски: Heinrich V Reuss zu Untergreiz und Rothenthal/Rosenthal; * 19 април 1645 в Грайц; † 19 февруари или 12 декември 1698 в Розентал) от фамилията Ройс (Ройс стара линия) е на 26 август 1673 г. граф на Роус-Унтерграйц, господар на Плауен, Гриз, Кранихфелд, Гера, Шлайц, Лобеншайн и на Ротентал (в Грайц) на Вайсе Елстер.
Той е най-малкият син на граф Хайнрих V Ройс-Унтерграйц (1602 – 1667) и съпругата му вилд-и Рейнграфиня Анна Мария фон Залм-Нойфвил (1606 – 1651), дъщеря на вилд- и Рейнграф Фридрих фон Залм-Нойфвил (1547 – 1608) и четвъртата му съпруга графиня Анна Амалия фон Ербах (1577 – 1630), дъщеря на граф Георг III фон Ербах (1548 – 1605) и Анна фон Золмс-Лаубах (1557 – 1586).
На 26 август 1673 г. Хайнрих V Ройс и братята му Хайнрих II и братята му Хайнрих IV Ройс (1638 – 1675) са издигнати на графове на Ройс-Унтерграйц..
Хайнрих V умира на 52 години на 19 февруари или 12 декември 1698 г. в Розентал/Ротентал до Грайц.

## Фамилия
Хайнрих V Ройс се жени на 15 февруари 1678 г. в Целе за Анжелика Десмиер д'Олбрьоз (* ок. 1637; † 5 октомври 1688, Ебсторф до Хановер), дъщеря на Александер II Десмиер д'Олбрьоз († сл. 1667) и Жакете Пусард де Вендре († 1648). Бракът е бездетен.
Хайнрих V Ройс се жени втори път на 5 юни 1697 г. във Франкфурт на Майн за графиня Кристиана фон Зайн-Витгенщайн-Хомбург (* 10 януари 1680; † 17 септември 1724, Ной-Хенсбах, Кайзерслаутерн), дъщеря на граф Кристиан фон Зайн-Витгенщайн-Хомбург (1647 – 1704) и графиня Кристиана Магдалена фон Лайнинген-Дагсбург-Харденбург (1650 – 1683). Те имат една дъщеря:
- Кристиана Хенриета Ройс (* 13 август 1698, Розентал; † 31 юли 1709, Офенбах)